# 95e bataillon de chasseurs alpins
Pour les articles homonymes, voir 95e bataillon.
Le 95e bataillon de chasseurs alpins (95e BCA) est une unité de l'Armée française crée en 1939 et ayant combattu au début de la Seconde Guerre mondiale, jusqu'à sa dissolution en juillet 1940. 

## Historique du95eBCA
Le 95e BCA est créé le 2 septembre 1939 à Saint-Pierre-de-Mésage avec des réservistes mobilisés par le centre mobilisateur no 143. Il est rattaché à la 47e demi-brigade de chasseurs alpins de la 64e division d'infanterie alpine. 
Le bataillon reste dans les Alpes pendant toute la durée de la guerre pour défendre la frontière face aux Italiens. Il est chargé de défendre la crête de Peyrolle et le col des Acles (près de Briançon) en cas d'attaque italienne.
Lors de la bataille des Alpes, la section d'éclaireurs-skieurs combat les Italiens dans le secteur des Acles et le blockhaus de La Cleyda le 17 juin 1940. Le 18 au soir, deux sections du 95e BCA se replient vers le blockhaus de La Cleyda après avoir résisté quelque temps aux Italiens. La SES et les deux autres sections se replient ensuite du blockhaus pour éviter d'être encerclées. 
Il rejoint après l'armistice du 24 juin 1940 la région de Saint-Étienne. Il est dissout le 31 juillet 1940 à Roanne,. 

## Ordre de bataille
- Commandant :  chef de bataillon Jaugey puis capitaine Braillon puis capitaine Suau, puis chef de bataillon Ferlus[2]
- Section d'éclaireurs-skieurs : lieutenant Boëll[1],[2]
- Compagnie Hors Rang : capitaine Braillon[2]
- 1re compagnie : capitaine Herraud puis capitaine Ollivier[2]
- 2e compagnie : capitaine Desbois puis capitaine Ducloux[2]
- 3e compagnie : capitaine de Camaret puis capitaine Filliol[2]

## Traditions

### Insigne
L'insigne du bataillon présente le cor des chasseurs chargé d'un écureuil dressé sur une branche. Sa version métallique est fabriquée en 2 000 exemplaires entre octobre et décembre 1939.

### Refrain
« Notre écureuil a une belle queue, comme tous les diables bleus » ou « Notre écureuil a une belle queue, mais la nôtre est bien mieux ! ».